# Colaboraciones de ayer y hoy
Colaboraciones de ayer y hoy es un álbum recopilatorio del rapero puertorriqueño Vico C lanzado el 1 de noviembre de 2011, donde reúne duetos y colaboraciones que datan desde el 2001 hasta 2011, con dos nuevos temas inéditos que funcionaron como sencillos, «Oye» junto a Funky y su primera bachata, «Espérame» junto a Divino.
Contenía canciones de sus álbumes En honor a la verdad (2003), Desahogo (2005) y Babilla (2009), así como colaboraciones en álbumes de otros artistas.

## Lista de canciones
| N.º | Título                     | Artista invitado                  | Álbum al que pertenece                  | Año de lanzamiento |
| --- | -------------------------- | --------------------------------- | --------------------------------------- | ------------------ |
| 1   | Oye                        | Funky                             | Inédito                                 | 2011               |
| 2   | El bueno, el malo y el feo | Eddie Dee y Tego Calderón         | En honor a la verdad                    | 2003               |
| 3   | Lo grande que es perdonar  | Gilberto Santa Rosa               | Desahogo                                | 2005               |
| 4   | Se escaman                 | Eddie Dee                         | Desahogo                                | 2005               |
| 5   | Sentimiento                | Arcángel                          | Babilla                                 | 2009               |
| 6   | Vámonos po' encima         | Mala Rodríguez y Domingo Quiñones | Desahogo                                | 2005               |
| 7   | Te me puedo escapar        | Cultura Profética                 | Desahogo                                | 2005               |
| 8   | Para mi barrio             | Tony Touch y Domingo Quiñones     | En honor a la verdad                    | 2003               |
| 9   | Tiempo                     | Jarabe de Palo y Jovanotti        | De vuelta y vuelta                      | 2001               |
| 10  | Espérame                   | Divino                            | Inédito                                 | 2011               |
| 11  | Soy José                   | Rescate                           | Arriba                                  | 2011               |
| 12  | Pao pao pao                | Redimi2                           | Exterminador Operación P.R.             | 2011               |
| 13  | Mala hierba                | Moderatto y Alejandra Guzmán      | 20 años de éxitos en vivo con Moderatto | 2011               |